# Limerencia

Psique revivida por el beso de Eros.

Limerencia  (anglicismo derivado del inglés limerence) es un estado mental involuntario resultado de una atracción romántica por parte de una persona hacia otra.

## Etimología
La psicóloga Dorothy Tennov acuñó el término «limerence» en 1977, y lo publicó en 1979 en su libro Love and Limerence: The Experience of Being in Love (Amor y limerencia: la experiencia de estar enamorado). Aquí se describe el concepto que resultó de su trabajo durante la década de 1960, al entrevistar a más de quinientas personas sobre temas románticos.
La palabra en sí no tiene ninguna etimología concreta y fue elegida solamente por su sonoridad. También se dice que se compone de la unión de los vocablos «limerick» y «romance». El primero identifica en inglés a la estrofa poética de arte menor, generalmente jocosa, llamada quintilla, con lo cual parece sugerir que se trata de una forma barata del romanticismo, mucho menos seria de lo que aparenta ser.

## Definición
Posteriormente, la limerencia se ha definido respecto al trastorno obsesivo-compulsivo como «un estado involuntario interpersonal que involucra pensamientos, sentimientos y conductas obsesivas, compulsivas e invasivas que están sujetas a una percibida reciprocidad emocional por parte del objeto de interés».
La limerencia puede en algunos casos ser exactamente lo que uno trata de expresar cuando dice que está «locamente enamorado» (en inglés, «madly in love»), aunque este estado a diferencia de un enamoramiento a primera vista puede durar meses o años. Se caracteriza por una gran cantidad de pensamiento intrusivo y pronunciada sensibilidad a eventos externos que pudieran reflejar la disposición del objeto limerente hacia el individuo. Puede ser experimentada como intensa alegría o como extrema desesperación, pudiendo esto variar dependiendo de la situación respecto de la otra persona.

## Causas
Si bien es algo involuntario, en el ámbito de la psicología se han estudiado distintas causas para este fenómeno. La más aceptada indica que existen dos factores que desencadenan la limerencia:
- Amor: ya sea producto de un fuerte vínculo de amistad, o por un enamoramiento previo hacia la persona.
- Obsesión: no existen causas claras. Este factor se ha tratado muchas veces como involuntario. Se dice que la obsesión por la persona puede ser causada por una constante experiencia positiva al estar con la persona amada o por un distanciamiento permanente de esta. Esto es también muchas veces causado por una tendencia personal del individuo a obsesionarse por sus anhelos más profundos.

## Vinculación al amor y diferenciación de otras emociones
Tennov diferencia la limerencia de otras emociones aseverando que:
- El amor implica preocupación por el bienestar y los sentimientos de la otra persona. La limerencia puede incorporar también esas preocupaciones, pero no necesariamente.
- El afecto y el cariño son emociones que existen como una disposición permanente hacia otra persona, independientemente de que esa disposición sea correspondida. La limerencia contiene esas emociones pero acompañadas de un fuerte deseo de reciprocidad.
- El sexo o el contacto físico con el objeto limerente no es ni necesario, ni esencial, ni suficiente para un individuo que experimenta limerencia, al contrario de otro que experimenta atracción sexual.
- La emoción característica del sentimiento producido en la limerencia crece con la comunicación abierta y el conocimiento mutuo,[cita requerida] y es vista como una experiencia interpersonal positiva. Se caracteriza por su intensidad, la cual llega a producir incertidumbre y ansiedad en el individuo.

## Efectos y componentes
Tennov establece una serie de criterios para determinar el estado de limerencia:

### Psicológicos
- Pensamientos intrusivos respecto a todo lo relacionado con la persona deseada.
- Deseo pronunciado y a veces hasta extremo de estar con la persona amada y de reciprocidad.
- Una notable habilidad para enfatizar lo que es verdaderamente admirable en la persona amada y evitar pensar en su lado negativo, o interpretarlo como algo positivo.
- La limerencia frecuentemente puede durar años o décadas, aunque se puede actuar limerentemente con solo una persona a la vez.

Otros criterios podrían ser:
- Preocupación excesiva por representar ser alguien en todos los aspectos acorde a los gustos de la persona amada.
- Alivio temporal y fugaz a través de fantasías, sueños o pensamientos constantes que involucren a la persona amada, como también en experiencias como la conversación o la simple observación de esta.
- Timidez infundada y dificultad para relacionar ideas en presencia de la persona deseada.
- Sentimiento intensificado a través de la adversidad, distanciamiento o incomunicación.
- Miedo al rechazo y a la posibilidad de no ser correspondido, lo que produce que el individuo oculte su sentimiento y haga parecer como normales ciertas actitudes producidas por la limerencia.
- Un sentimiento tan intenso y profundo que pone cualquier otra preocupación a un lado.

- Expresividad fomentada debido al deseo de desahogo del individuo producido por este sentimiento (se dice que grandes escritores como Pablo Neruda experimentaron limerencia en algún momento de sus vidas).
- Muestras de afecto poco comunes, que en ciertos casos pueden ser extremas.
- Magnificación de la percepción física de la belleza de la persona amada.

### Físicos
- Palpitaciones aceleradas
- Temblores repentinos
- Dilatación de pupilas
- Sudoración inconstante
- Enrojecimiento de la cara
- Desórdenes del apetito
- Tartamudez menor
- Nerviosismo
- Punzadas o dolores en el pecho